# Ungdoms- och studentpartiet, USP
Ungdoms- och studentpartiet, USP, var ett politiskt parti verksamt i Stockholms stad med kranskommuner och Stockholms län. Bland initiativtagarna fanns bland andra Oskar Reimer som tidigare varit ordförande för Stockholms studentkårers centralorganisation (SSCO) 2005/06.
Ingen av initiativtagarna hade politisk bakgrund i något parti etablerat på riksplanet, men flera hade engagerat sig i kårpolitiken i Stockholm. Partiets profilfrågor var ökat bostadsbyggande med fokus på små och billiga lägenheter, studentrabatt i kollektivtrafiken samt större satsningar på åtgärder mot ungas ohälsa.
Vid valet 2006 ställde partiet upp i kommunalvalet i Stockholm och Solna samt i valet till Stockholms läns landstingsfullmäktige. I valen fick partiet över 1000 röster.